# Sztarij Oszkol-i járás

A Sztarij Oszkol-i járás a Belgorodi területen

A Sztarij Oszkol-i járás (oroszul Старооскольский городской округ) Oroszország egyik járása a Belgorodi területen. Székhelye Sztarij Oszkol.

## Népesség
- 2010-ben 35 457, a várossal együtt pedig mintegy 250 000 lakosa volt.